# Kangar
Kangar è una città della Malaysia, capitale dello Stato di Perlis.